# Hyperolius ademetzi
Hyperolius ademetzi là một loài ếch thuộc họ Hyperoliidae.
Đây là loài đặc hữu của Cameroon.
Môi trường sống tự nhiên của chúng là xavan ẩm, vùng cây bụi nhiệt đới hoặc cận nhiệt đới vùng đất cao, đồng cỏ nhiệt đới hoặc cận nhiệt đới vùng đất cao, sông ngòi, hồ nước ngọt, đầm nước ngọt, và đầm nước ngọt có nước theo mùa.
Chúng hiện đang bị đe dọa vì mất môi trường sống.